# Fort 4

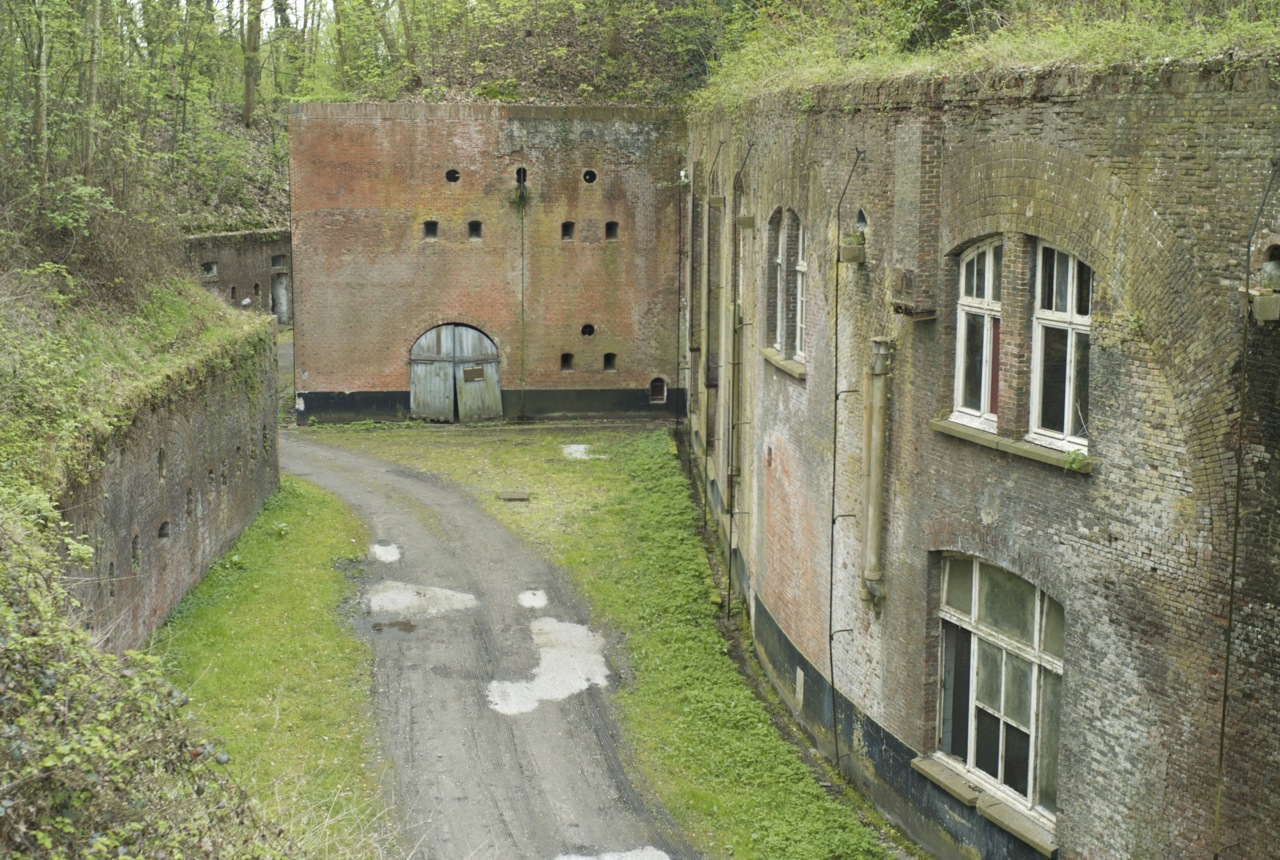
Deel van het fort

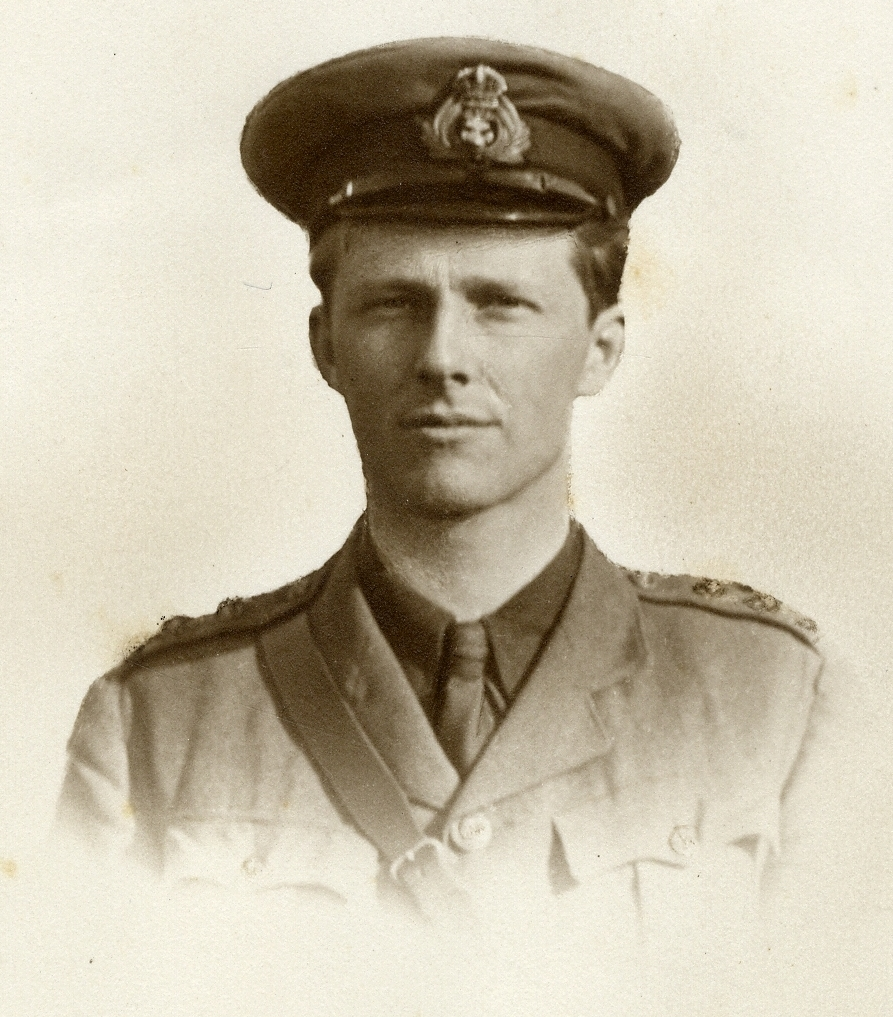
Dichter Rupert Brooke als officier in 1914

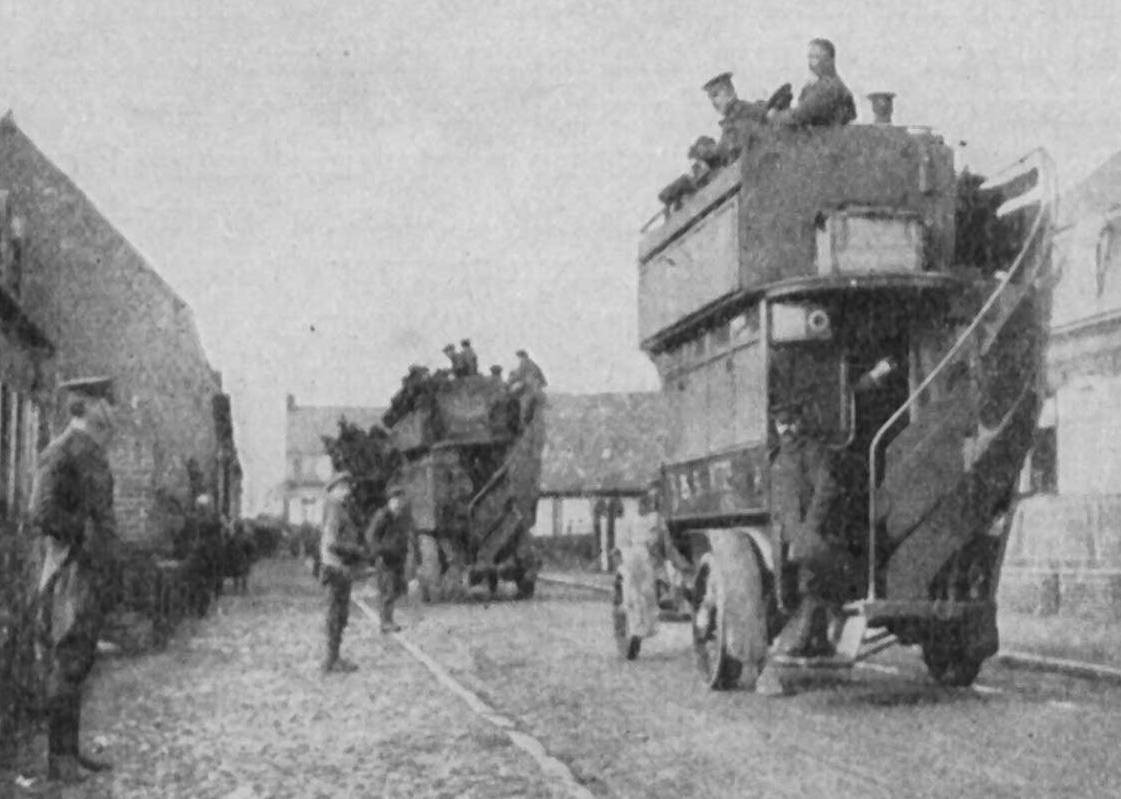
Londense dubbeldekker bussen op weg naar Fort-4 in Oude God

Fort 4 is een fort gelegen te Mortsel en onderdeel van de onder Henri Alexis Brialmont gebouwde Brialmontgordel. Er werd in 1859 aangevangen met de bouw en het werd voltooid in 1864. Fort 4 maakt deel uit van de Stelling van Antwerpen. Dit fort van Mortsel is ook als Fort Kapitein Wagner bekend.

## Geschiedenis
Tot de Stelling van Antwerpen was besloten door de keuze voor Antwerpen als Nationaal Reduit in 1859. België was neutraal. De natuurlijke bondgenoot was Engeland. In Frankrijk was in 1848 Napoleon III aan de macht gekomen. Dit gaf aanleiding tot de mogelijkheid van inneming van België door Frankrijk. Het idee achter het Nationaal Reduit was dat het Belgische veldleger niet in staat zou zijn voldoende stand te houden tegen een vijandelijk leger. Antwerpen zou als laatste verschansing dienen tot de hulp van bondgenoten zou kunnen arriveren. Antwerpen had het voordeel dat het gemakkelijk bereikbaar was, door inundaties te beschermen was en op verdere afstand lag van de potentiële vijanden Frankrijk en Duitsland.

## Eerste Wereldoorlog
Tijdens het Beleg van Antwerpen in 1914 waren de Britse Mariniers door Marine-minister Winston Churchill naar Antwerpen gestuurd gekazerneerd in Fort-4.
De bekende Britse dichter Rupert Brooke was er in zijn hoedanigheid van sub-lieutenant bij de Naval Brigade. Hij beschrijft in zijn oorlogsdagboeken heel grafisch de chaotische evacuatie van het Fort na de doorbraak van het Duitse leger.
Winston Churchill die er, tegen alle adviezen in, op had gestaan persoonlijk naar Antwerpen te komen om de verdediging van de stad mee te overzien, kon te nauwer nood ontkomen toen de stad viel. 

## Fort

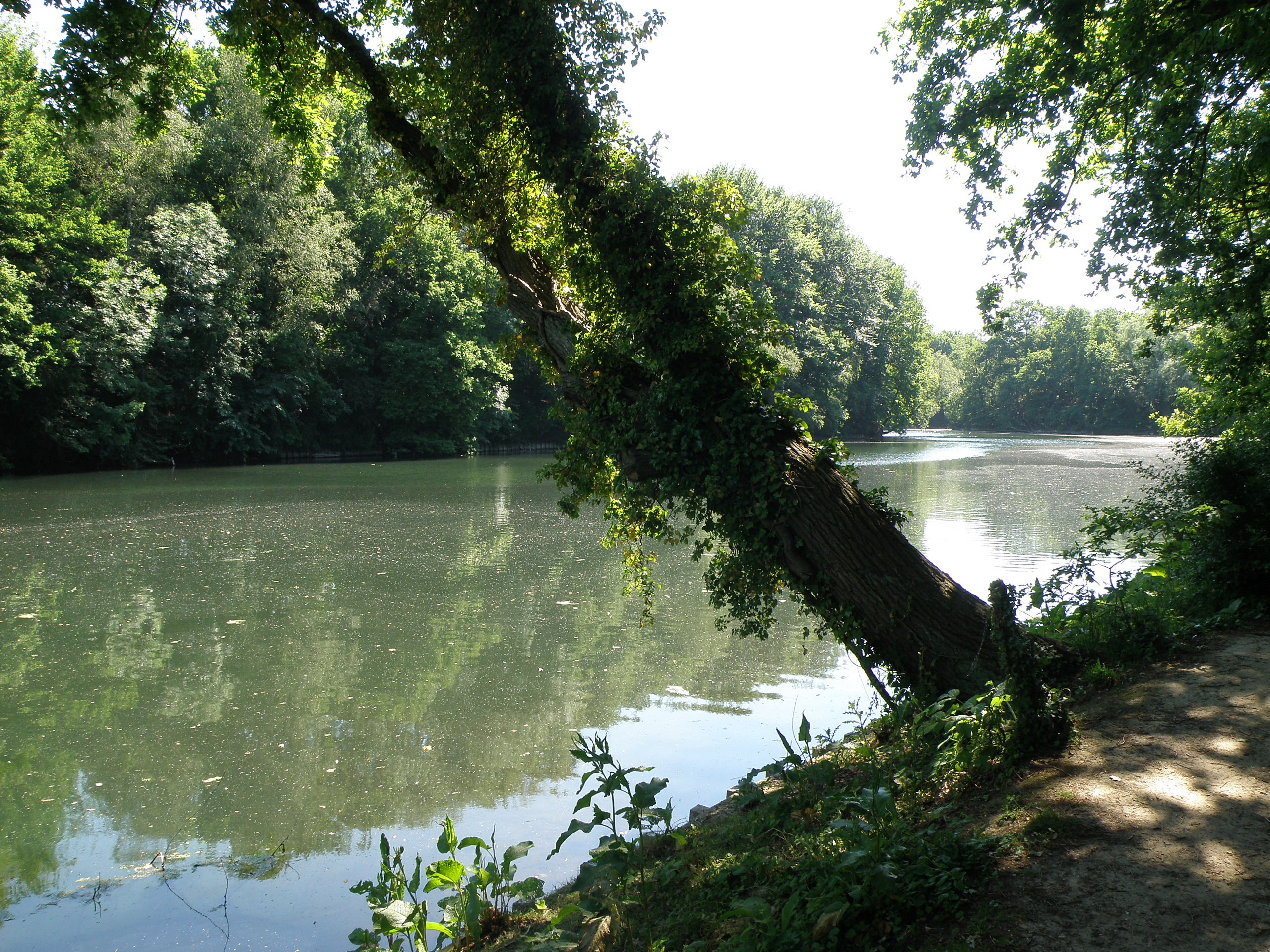
De gracht van Fort IV in Mortsel.

Fort 4 heeft evenals de andere zeven Brialmont forten een trapeziumvormige opbouw omringd door een 40-50 meter brede gracht waar de Fortloop ontspringt die naar het Borsbeekse Fort 3 (Luitenant Naeyaert) loopt. Ook de latere forten hebben een vergelijkbare opbouw. Het oppervlak bedroeg circa 35 hectare. Hiervan is ca. 20 binnen de gracht gelegen. Het fort is gebouwd uit baksteen en is in de periode 1911-1912 versterkt met ongewapend beton. Kort voor de Eerste Wereldoorlog ontwikkelden de Oostenrijkers en Duitsers echter geschut waartegen het ongewapend beton onvoldoende weerstand bood. Dat was het 30,5 cm Motor-Mðrser M1, afkomstig van Skoda in Oostenrijk. Dit had een voor die tijd zeer hoge doorboring en was gemakkelijk via tractoren te vervoeren. Daarnaast ontwikkelde Krupp een mortier met een kaliber van 42 cm (Dikke Bertha) die een 1000 kilogram zwaar projectiel 9 kilometer ver kon schieten.

## Inzet openbaar vervoer
Hoewel de inzet van openbaar vervoer voor oorlogsdoeleinden aan het Franse front al uitvoerig beschreven werd toen duizenden Parijse taxi's werden opgevorderd om her en der verspreide eenheden van het Franse leger te hergroeperen achter de laatste verdedigingslijn voor Parijs, de Marne, is het gebruik van Londense dubbeldekker bussen voor het transporteren van Britse Mariniers van de haven van Antwerpen naar Fort-4 in Mortsel- Oude God geheel onbekend.

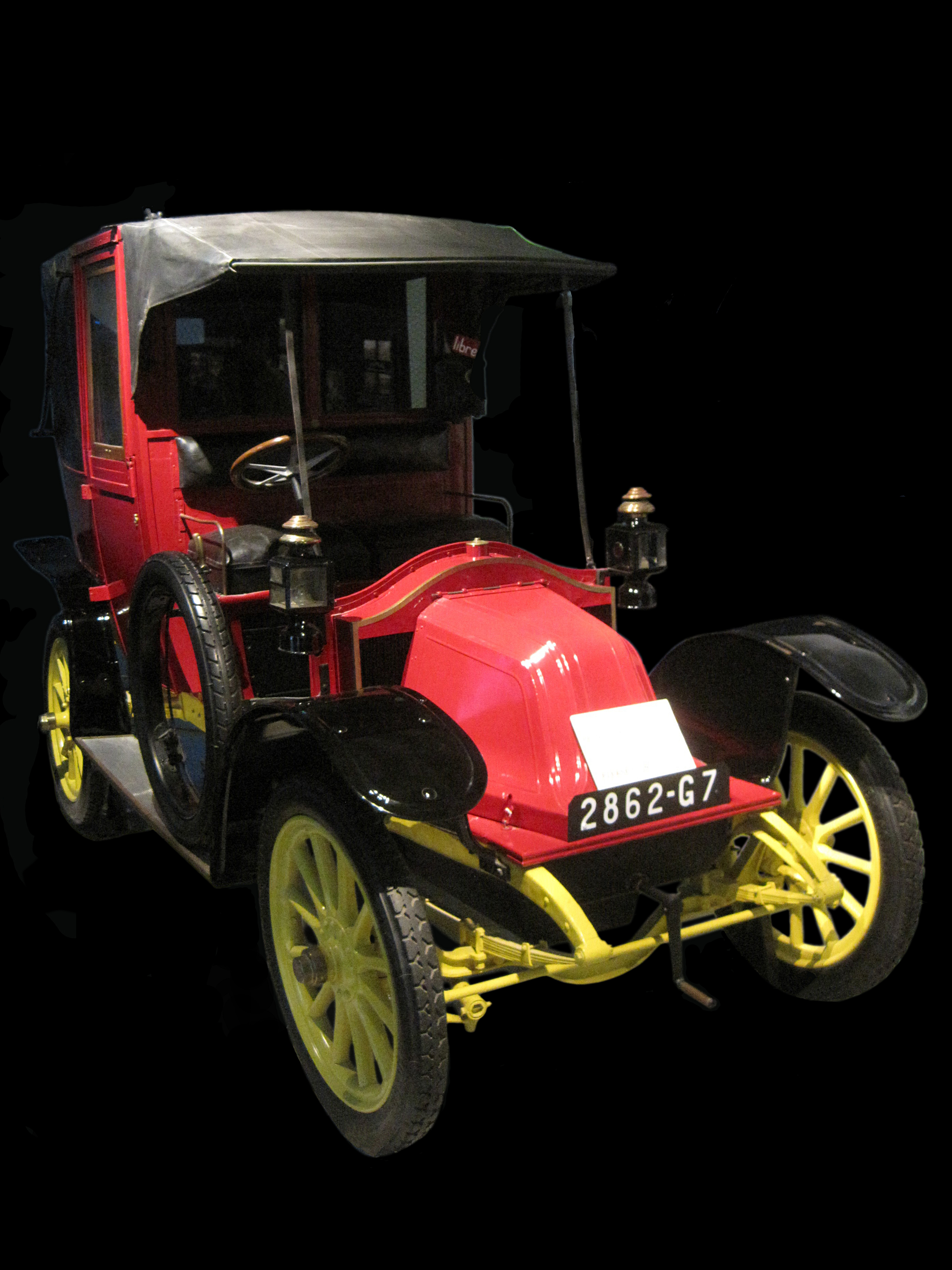
Taxi de la Marne Renault G-7

Van deze laatste episode bestaan geen filmbeelden en zelfs fotografisch materiaal is schaars.    

## Bewapening
Het fort beschikte nog niet (zoals de forten van de latere buitengordel) over vaste bewapening, maar over verplaatsbaar geschut. De bewapening van Fort 4 bestond uit het getrokken 15 cm kanon en het gladde 29 cm mortier.

## Inzet
Fort 4 heeft een beperkte oorlogsinzet gekend. Op 8 oktober 1914 werden de forten 3, 4 en 5 beschoten met zware artillerie. Hierbij werd een voltreffer geplaatst op een batterij op het terreplein van het fort. Het garnizoen verliet daarop het fort, waarna Britten de verdediging overnamen. Beschieting en uitschakeling van de forten Walem en Sint-Katelijne-Waver maakte de Vesting Antwerpen onverdedigbaar. Fort 4 werd verlaten in de nacht van 8 op 9 oktober 1914.
In 1924 werd besloten de militaire inzet van het fort te beëindigen. Tot dan toe deed het wel dienst als kazerne. In de Tweede Wereldoorlog werd het door de Duitsers gebruikt als opslagplaats voor munitie en vliegtuigbommen. Het fort is enkele malen getroffen door vliegtuigbommen en twee keer door een V-bom na de bevrijding van Antwerpen. Na 1945 heeft het fort nog lange tijd als opslagplaats gediend voor onder andere het 99e Bataljon Logistiek. Daarom bleef het uitzonderlijk goed bewaard.

## Huidige situatie
Op 30 augustus 2000 wordt het fort in Mortsel definitief verlaten met een plechtige sleuteloverhandiging. Stad Mortsel wordt de nieuwe eigenaar van Fort 4. Het fort is thans toegankelijk als groengebied. De stad Mortsel stelt het domein open voor sport, recreatie en culturele activiteiten. Het buitenglacis is altijd open, het binnenglacis kent wisselende openingstijden. Tijdens de zomermaanden is er een zomerbar met de naam Bar Brial.